# Хо Хыу Тыонг

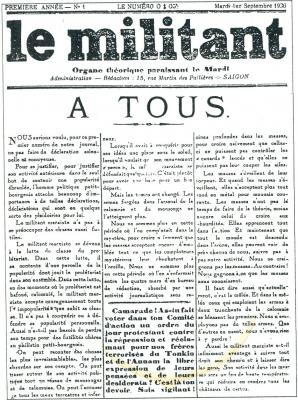
«Ле Милитант» — первый вьетнамский легальный троцкистский печатный орган, издаваемый Хо Хыу Тыонгом

Хо Хыу Тыонг (вьет. Hồ Hữu Tường; 1910—1980) — деятель вьетнамского национально-освободительного движения.

## Биография
Обучался математике во Франции в марсельском университете (по другим сведениям, в Экс-ан-Провансе). В метрополии переходит на позиции троцкизма. В 1930 году совместно с Фан Ван Хумом издал единственный номер газеты «Тиенкуан». В начале 1931 г. вернулся в Кохинхину, где работал преподавателем в частных школах и сотрудничал с газетой «Донгнай».
Являлся одни из основателей индокитайской левой оппозиции. Входил в группу «Ля Лютт», но в большей степени отдавал себя подпольной деятельности. Был руководителем группы «Тхангмыой». В сентябре 1936 г. начал издавать первый легальный троцкистский печатный орган «Ле Милитант». В 1939 г. арестован и отправлен в тюрьму на о-ве Пуло Кондор, после пребывания в которой отошёл от троцкистского движения. После японского переворота 9 марта 1945 г. едет в Тонкин, где участвует в работе министерства образования ДРВ.
После начала войны за освобождения Вьетнама возвращается в Сайгон, потом уезжает во Францию, где продолжает политическую деятельность. В 1954 г. возвращается в Сайгон, где становится главным редактором еженедельной газеты «Хоадонг» («Hòa Đồng»). В 1955 г. Хо Хыу Тыонг становится советником руководителя политико-религиозной секты Бинь Сюйен Ле Ван Виена (Бай Виена). В 1957 г. приговорен президентом Республики Вьетнам Нго Динь Зьемом к смертной казни, замененной тюремным заключением на о-ве Пуло Кондор. После 1963 г. освобождён из тюрьмы. При военном режиме Нгуен Ван Тхиеу становится депутатом. Выступал против военной интервенции США во Вьетнам. После освобождения Сайгона был арестован за организацию демонстрации и отправлен в «лагерь по перевоспитанию», по освобождению из которого скончался.

## Книги
Автор многочисленных работ, в том числе:
- Muốn hiểu chính trị (Стремясь понять политику). Hà Nội, 1948;
- 41 năm làm báo (41 год в прессе). Sài Gòn, 1972.

## Цитаты
«Чего южные вьетнамцы больше всего хотят от американцев, так это мира. Что больше всего беспокоит многих вьетнамцев, так это их неуверенность в том, что президент Джонсон в действительности хочет мира во Вьетнаме. Они знают, американский народ хочет мира, но вьетнамцы сомневаются, что этого же хочет администрация»  Архивировано 5 февраля 2013 года. from The Times Friday, Mar. 08, 1968